# Оленевский сельсовет
Оленевский сельсовет — сельское поселение в Пензенском районе Пензенской области Российской Федерации.
Административный центр — село Оленевка.

## География
Территория Оленевского сельсовета граничит: на юге — с территорией Краснопольского сельсовета, на севере — с территорией Ленинского сельсовета, на западе — с территорией Саловского сельсовета, с территорией Больше-Еланского сельсовета, на востоке — с территорией Старокаменского сельсовета.

## История
Статус и границы сельского поселения установлены Законом Пензенской области от 2 ноября 2004 года № 690-ЗПО «О границах муниципальных образований Пензенской области».

## Население
| 2002  | 2010  | 2012  | 2013  | 2014  | 2015  | 2016  |
| ----- | ----- | ----- | ----- | ----- | ----- | ----- |
| 1620  | ↗1650 | ↘1637 | ↗1663 | ↘1652 | ↘1634 | ↘1616 |
| 2017  | 2018  | 2021  |       |       |       |       |
| ↘1597 | ↘1580 | ↘1152 |       |       |       |       |

## Состав сельского поселения
| № | Населённый пункт | Тип населённого пункта       | Население |
| - | ---------------- | ---------------------------- | --------- |
| 1 | Аленевка         | железнодорожная станция      | 27        |
| 2 | Второе Отделение | населённый пункт             | ↘471      |
| 3 | Николаевка       | деревня                      | 20        |
| 4 | Оленевка         | село, административный центр | ↗843      |
| 5 | Соловцовка       | село                         | ↘289      |